# Amerykański tata
Amerykański tata (ang. American Dad!, 2005–) – amerykański animowany serial telewizyjny, którego twórcami są Seth MacFarlane, Mike Barker i Matt Weitzman, autorzy Family Guya.
Główna akcja serialu rozgrywa się w miejscowości Langley Falls w USA. Film skupia się na życiu Stana Smitha - agenta CIA przekonanego, że terroryści są wszędzie. Ma kochającą żonę Francine i dwójkę dzieci – Hayley oraz Steve’a. W jego domu mieszkają też: Roger – obcy i Klaus – gadająca, złota rybka.

## Emisje
Pierwszy odcinek pokazany był po Super Bowl XXXIX 6 lutego 2005. Po tym był regularnie emitowany w telewizji FOX od 1 maja 2005.
W 2006 telewizja FOX wypuściła kolejne dwa sezony American Dad!.
| Seria | Seria | Liczba odcinków | Czas emisji                           | DVD                            |
| ----- | ----- | --------------- | ------------------------------------- | ------------------------------ |
|       | 1     | 7               | 6 lutego 2005 – 19 czerwca 2005       | 25 kwietnia 2006 (13 odcinków) |
|       | 2     | 16              | 11 września 2005 – 14 maja 2006       | 15 maja 2007 (19 odcinków)     |
|       | 3     | 19              | 10 września 2006 – 20 maja 2007       | 15 kwietnia 2008 (18 odcinków) |
|       | 4     | 16              | 30 września 2007 – 18 maja 2008       | 28 kwietnia 2009 (14 odcinków) |
|       | 5     | 20              | 28 września 2008 – 17 maja 2009       | 15 czerwca 2010 (14 odcinków)  |
|       | 6     | 18              | 27 września 2009 – 16 maja 2010       | 19 kwietnia 2011 (18 odcinków) |
|       | 7     | 19              | 3 października 2010 – 22 maja 2011    | 17 kwietnia 2012 (19 odcinków) |
|       | 8     | 18              | 25 września 2011 – 13 maja 2012       | 4 sierpnia 2013 (18 odcinków)  |
|       | 9     | 19              | 30 września 2012 – 12 maja 2013       |                                |
|       | 10    | 20              | 29 września 2013 – 18 maja 2014       |                                |
|       | 11    | 3               | 14 września 2014 – 21 września 2014   |                                |
|       | 12    | 15              | 20 października 2014 – 1 czerwca 2015 |                                |
|       | 13    | 22              | 25 stycznia 2016 – 27 czerwca 2016    |                                |
|       | 14    | 22              | 7 listopada 2016 – 11 września 2017   |                                |
|       | 15    | 22              | 25 grudnia 2017 – 8 kwietnia 2019     |                                |
|       | 16    | 22              | 15 kwietnia 2019 – 27 kwietnia 2020   |                                |
|       | 17    | 22              | 13 kwietnia 2020 – 21 grudnia 2020    |                                |
|       | 18    | 22              | 19 kwietnia 2021 – 19 kwietnia 2021   |                                |
|       | 19    | 22              | 24 stycznia 2022 – TBA                |                                |

W Polsce emitowany był na kanale Canal+ od 13 września 2010 i na AXN Spin od lutego 2012 roku.

## Postacie

### Stan Smith
Jest agentem CIA. Mieszka wraz z rodziną w Langley Falls w USA. Jego żoną jest Francine. Mają dwójkę dzieci: córkę Hayley i syna Steve’a. Razem z nimi mieszkają również kosmita Roger i gadająca złota rybka, Klaus, która kiedyś była wschodnioniemieckim olimpijczykiem.
Stan jest patriotą. Stąd praca dla CIA. Jest również ksenofobem. Popiera partię republikańską. Jest narcyzem i uwielbia chwalić się swoją muskulaturą. Gdy jest ignorowany, zachowuje się jak nastolatek starający się przykuć uwagę na sobie. Wielokrotnie stawiał swoje silne i bezkompromisowe poglądy ponad dobro rodziny.
Jest jedynakiem. Wychował się w rozbitej rodzinie, którą opuścił ojciec. Poznaje ojca, dopiero gdy sam posiada własną. Stan zawsze myślał, że ojciec był agentem CIA (chęć naśladowania go była powodem wstąpienia do służby), ale okazuje się być złodziejem.
Głosu użycza mu twórca serialu Seth MacFarlane.

### Francine Smith
Żona Stana oraz matka Hayley i Steve’a. Urodziła również Liberty Belle, dziecko pary gejów, Grega Corbina i Terry’ego Batesa (komórka jajowa pochodziła od innej kobiety, a sperma była mieszanką sperm obu mężczyzn).
Jej prawdziwi rodzice porzucili ją. Trafiła do domu dziecka, a później została adoptowana przez małżeństwo amerykańskich Chińczyków.
Jest gospodynią domową i nie pracuje. Zasadniczo dobrze się czuje w tej roli. Czasami jednak ogarnia ją zniechęcenie i stara się osiągnąć coś w życiu.
Cierpi z powodu bycia niedocenianą przez innych członków rodziny. Nikt nie słucha jej rad.
Zachowuje się jak stereotypowa blondynka (ma blond włosy). Nie jest zbyt rozgarnięta.
Głosu użycza jej Wendy Schaal.

### Hayley Smith
Córka Stana i Francine, starsza siostra Steve’a. Jej drugim imieniem jest Dream-Smasher (rujnująca marzenia). Imię to dostała od ojca, gdyż musiał z jej powodu zrezygnować z poszukiwania skarbu na swoim podwórku. Urodziła się na safari w Afryce.
Jest studentką mieszkającą z rodzicami. Ma lewicowe poglądy, ale rezygnuje z nich, gdy tylko musi poświęcić swoją wygodę w ich imię.
Ma chłopaka, Jeffa. Kilkukrotnie z nim zrywała i schodziła się. Podporządkowała go sobie. Czasami znęca się nad nim emocjonalnie, a nawet fizycznie. Jeff przyjmuje zawsze punkt widzenia Hayley.
Głosu użycza jej Rachael MacFarlane, młodsza siostra twórcy kreskówki, Setha MacFarlane’a.

### Steve Smith
Syn Stana i Francine, brat Hayley. Jest nastolatkiem uczącym się w szkole średniej.
Jest cherlawym nieudacznikiem. Ma tak słabą siłę fizyczną, że nie potrafi nawet rzucić piłką (gag często wykorzystywany przez twórców serialu). Nosi okulary w grubych oprawkach, bez których nic nie widzi.
Interesuje się Harrym Potterem i Star Trekiem. Przebiera się chętnie za postaci z tych opowieści. Gra w internetową grę fabularną Dungeons & Dragons.
Jego niespełnionym marzeniem jest inicjacja seksualna. Wielokrotnie poświęca swoich przyjaciół lub zachowuje się w sposób nieodpowiedzialny by to osiągnąć.
Czuje się nieakceptowany przez ojca (co jest prawdą). Stan wolałby, gdyby jego syn był bardziej popularny wśród rówieśników i lepiej zbudowany.
Głosu użycza mu Scott Grimes.

### Roger
Mieszka z rodziną Smithów. Jest kosmitą, który przebywa na Ziemi od około 60 lat. Sam skończył 1600 lat. Do rodziny trafił po tym jak uratował głównego bohatera, Stana, przed wybuchem granatu w Area 51.
Uwielbia przebierać się i charakteryzować za pomocą peruk, sztucznego zarostu i, często, makijażu. Posiada wiele alternatywnych osobowości, również kobiecych. Roger jest alkoholikiem i lubi się objadać. Jest niemiły i często irytuje innych członków rodziny swoimi komentarzami oraz niszczeniem ich własności.
Głosu użycza mu twórca serialu Seth MacFarlane.

### Klaus
Pełne nazwisko: Klaus Heissler.
Mówiąca złota rybka mieszkająca z rodziną Smithów.
Pochodzi z Niemiec Wschodnich. Kiedyś był olimpijskim skoczkiem narciarskim przygotowującym się do olimpiady zimowej. CIA zamieniło mu mózg ze złotą rybką by nie mógł jej wygrać. Od tej pory mieszka u Smithów.
Cierpi z powodu emocjonalnej samotności. Często jest ignorowany i pomijany przez innych członków rodziny.
Jest zakochany bez wzajemności we Francine.
Głosu użycza mu Dee Bradley Baker.

### Jeff Fischer
Chłopak, a od odcinka „100 A.D.” również i mąż, Hayley. Jest bezrobotnym hipisem, do czasu gdy wprowadził się do domu Smithów mieszkał w zaparkowanym przed nim vanie.
Głosu użycza mu aktor także nazywający się Jeff Fischer.

## Wersja polska
Wersja polska: na zlecenie Canalu+ – Studio Publishing

Tekst: Grzegorz Janiak

Czytał: Piotr Borowiec

### Wersja AXN Spin (2012)
Wersja polska: na zlecenie Telewizji AXN - Start International Polska 

Tekst: Ewa Śmietanka 

Czytał: Janusz Kozioł